# علی‌آباد (گلپایگان)
 علی‌آباد (گلپایگان)، روستایی از توابع بخش مرکزی شهرستان گلپایگان در استان اصفهان ایران است.

## جمعیت
این روستا در دهستان کناررودخانه قرار دارد و براساس سرشماری مرکز آمار ایران در سال ۱۳۹۷، جمعیت آن ۷۳ نفر (۳۱خانوار) بوده‌است.